# Herculis 2015
L'Herculis 2015 è stato la 29ª edizione del meeting di atletica leggera che si disputa con cadenza annuale a Fontvieille, quartiere del Principato di Monaco. Lo stadio all'interno del quale si è svolta la manifestazione è stato come sempre il Louis II; le gare hanno avuto inizio il 17 luglio 2015. Il meeting è stato inoltre la decima tappa del circuito IAAF Diamond League 2015.

## Risultati
Di seguito i primi tre classificati di ogni specialità.

### Uomini
| Specialità             |                       | Prestazione | 2º classificato         | Prestazione | 3º classificato       | Prestazione |
| 100 m                  | Justin Gatlin         | 09"78       | Tyson Gay               | 09"97       | Jimmy Vicaut          | 10"03       |
| 800 m                  | Amel Tuka             | 1'42"51     | Nijel Amos              | 1'42"66     | Ayanleh Souleiman     | 1'42"97     |
| 1500 m                 | Asbel Kiprop          | 3'26"69     | Taoufik Makhloufi       | 3'28"75     | Abdelaati Iguider     | 3'28"79     |
| 3000 m                 | Caleb Mwangangi Ndiku | 7'35"13     | Yenew Alamirew          | 7'36"39     | Isiah Kiplangat Koech | 7'37"16     |
| 400 m ostacoli         | Bershawn Jackson      | 48"23       | Patryk Dobek            | 48"62       | Johnny Dutch          | 48"67       |
| Salto con l'asta       | Renaud Lavillenie     | 5.92 m      | Konstantinos Filippidis | 5.82 m      | Sam Kendricks         | 5.82 m      |
| Salto triplo           | Christian Taylor      | 17.75 m     | Pedro Pablo Pichardo    | 17.73 m     | Omar Craddock         | 17.35 m     |
| Getto del peso         | Joe Kovacs            | 22.56 m DLR | Christian Cantwell      | 21.24 m     | Reese Hoffa           | 21.08 m     |
| Lancio del giavellotto | Tero Pitkämäki        | 88.87 m     | Vítězslav Veselý        | 85.44 m     | Jakub Vadlejch        | 84.32 m     |

     Prestazione che stabilisce il nuovo record del meeting.
     Atleti al primo posto della classifica di specialità

### Donne
| Specialità       |                   | Prestazione | 2º classificato         | Prestazione | 3º classificato     | Prestazione |
| 200 m            | Candyce McGrone   | 22"08       | Dafne Schippers         | 22"09       | Jeneba Tarmoh       | 22"23       |
| 400 m            | Francena McCorory | 49"83       | Stephenie Ann McPherson | 50"41       | Christine Day       | 50"66       |
| 1500 m           | Genzebe Dibaba    | 3'50"10     | Sifan Hassan            | 3'56"24     | Shannon Rowbury     | 3'56"29     |
| 3000 m siepi     | Habiba Ghribi     | 9'11"28     | Hyvin Kiyeng            | 9'12"51     | Virginia Nyambura   | 9'13"85     |
| 100 m ostacoli   | Sharika Nelvis    | 12"46       | Kendra Harrison         | 12"52       | Brianna Rollins     | 12"56       |
| Salto in alto    | Mariya Kuchina    | 2.00 m      | Ruth Beitia             | 1.97 m      | Anna Chiherova      | 1.97 m      |
| Salto in lungo   | Ivana Španović    | 6.87 m      | Tianna Bartoletta       | 6.76 m      | Lorraine Ugen       | 6.73 m      |
| Lancio del disco | Sandra Perković   | 66.80 m     | Dani Samuels            | 65.21 m     | Gia Lewis-Smallwood | 63.97 m     |

     Prestazione che stabilisce il nuovo record del meeting.
     Atleti al primo posto della classifica di specialità